# Isiah Collie
Isiah Collie (22 aprile 1997) è un ex calciatore bahamense, di ruolo difensore.

## Carriera

### Club
Nel 2015 ha firmato un contratto con gli statunitensi del Charleston Golden Eagles.

### Nazionale
Ha debuttato in nazionale il 29 marzo 2015, in Bermuda-Bahamas (3-0), valevole per le qualificazioni ai Mondiali 2018.